# دوغلاس م. فريزر
دوغلاس مالكولم فريزر (بالإنجليزية: Douglas Malcolm Fraser)‏ (ولد في 16 أبريل 1953 في كاسبر، وايومنغ، الولايات المتحدة) فريق أول متقاعد من القوات الجوية الأمريكية الذي شغل منصب قائد القيادة الجنوبية للولايات المتحدة. كان أول ضابط في القوات الجوية الأمريكية يصبح قائد المقاتلين في القيادة الجنوبية للولايات المتحدة. شغل سابقا منصب نائب قائد قيادة الولايات المتحدة في المحيط الهادئ من أبريل 2008 إلى 24 يونيو 2009. تولى مهمته النهائية في 25 يونيو 2009.